# Jan Abrahamsz Beerstraaten
Jan Abrahamsz Beerstraaten, né et baptisé à Amsterdam dans les Provinces-Unies le 1er mars 1622, il est enterré dans la même ville en juillet 1666, est un peintre de marine de l’âge d'or de la peinture néerlandaise notamment connu pour ses tableaux représentant la marine de la république des Provinces-Unies lors du siècle d'or néerlandais.

## Biographie
Jan Abrahamsz est le plus connu et le plus doué d'une famille de peintres, qui compte entre autres son frère Abraham (en) et Anthonie (en). Il est le fils d'Abraham Danielsz, tisserand. En août 1642, il épouse Magdalena Bronkhorst. Le couple a cinq enfants : Abraham (né en 1644), Johannes (né en 1653), Jacobus (né en 1658), Magdalena (née en 1660) et David (né en 1661).

## Œuvre

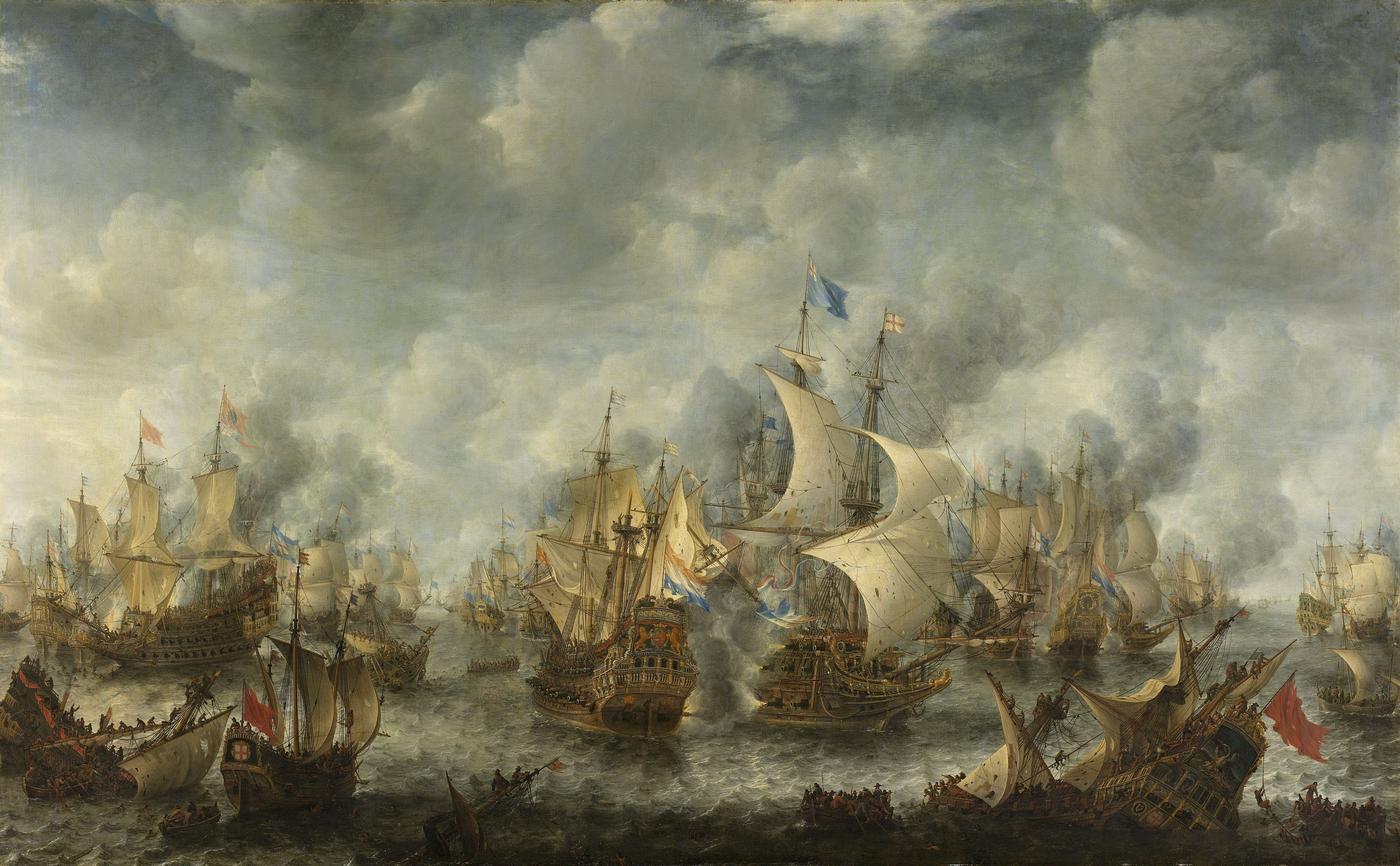
La Bataille de Schéveningue, huile sur toile,, peinte entre 1653 et 1666.

Jan Abrahamsz Beerstraaten se spécialise dans des peintures de bâtiments et des marines. Il illustre notamment plusieurs scènes de la première guerre anglo-néerlandaise et de la guerre dano-suédoise.

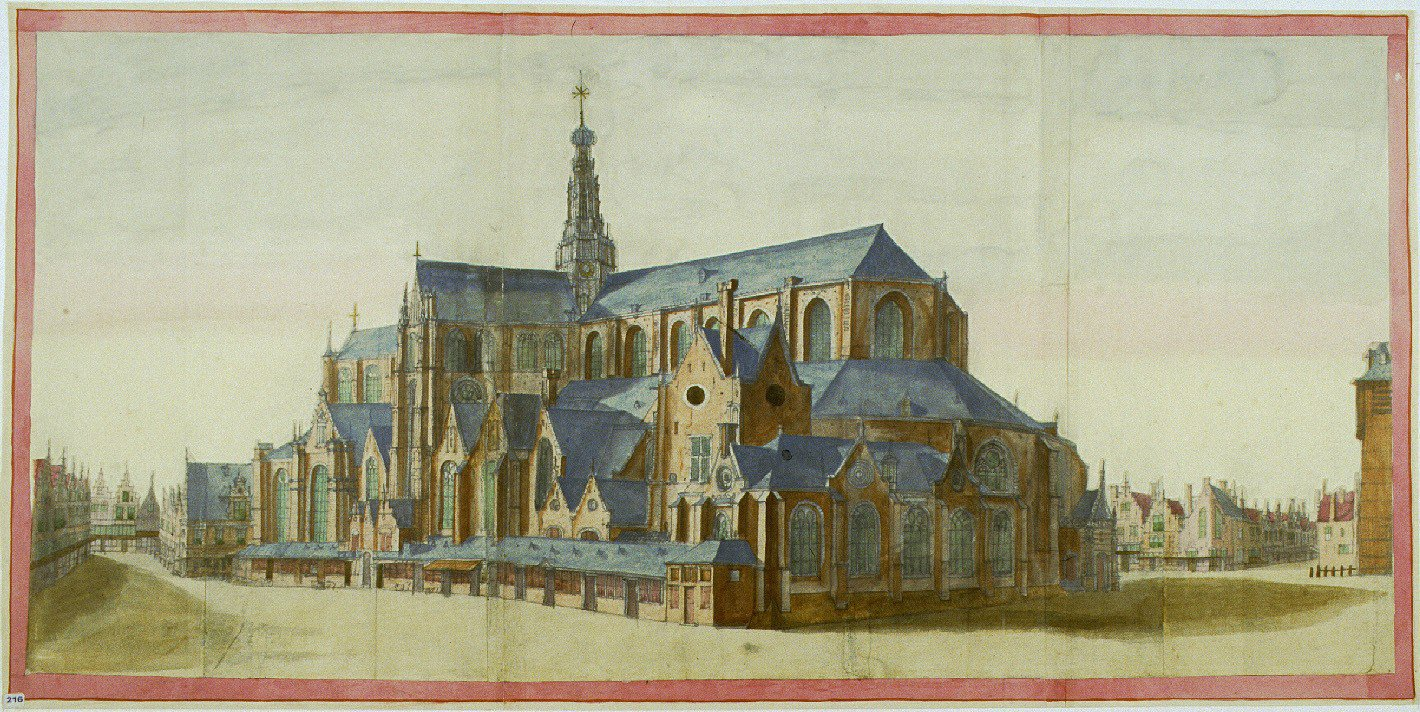
L'église Saint-Bavon de Haarlem, dessin à la craie noire avec aquarelle, peinte en 1659.